# Henri Bourassa
Pour les articles homonymes, voir Bourassa.
Henri Bourassa, né le 1er septembre 1868 et mort le 31 août 1952 à Montréal, est un journaliste et homme politique canadien. Député, il est actif autant sur la scène politique canadienne que québécoise. Fondateur du quotidien Le Devoir en 1910, il a été un ardent défenseur de l'indépendance politique du Canada par rapport au Royaume-Uni. Il était un intellectuel catholique, défenseur des droits politiques, linguistiques et religieux des Canadiens français, s'opposant avec zèle et de manière rationnelle à la conscription et la participation des Canadiens-français à la Première Guerre mondiale.

## Biographie

### Origine familiale et années de formation
Fils de Napoléon Bourassa, artiste peintre et écrivain, et de Marie-Julie-Azélie Papineau ; neveu de François Bourassa et de Augustin-Médard, lequel fut missionnaire oblat puis curé de la seigneurie de la Petite-Nation; et petit-fils du chef des patriotes, Louis-Joseph Papineau, Henri Bourassa grandit au sein d'une des familles les plus prestigieuses du Québec de son temps. Il vivra son enfance dans un milieu aisé et cultivé, entouré d'un frère et de trois sœurs. Six mois après sa naissance, il perd sa mère. C'est une tante, Ézilda Papineau, qui prendra soin de la marmaille. « Femme énergique et disciplinée, Ézilda est la première éducatrice du jeune Henri. Ultramontaine, elle l’élève dans le culte du pape Pie lX et de Mgr Ignace Bourget, l’évêque de Montréal. » Ces idées marqueront pour de bon sa pensée.
En 1876-1877, il commence ses études à l’Institut des sourdes-muettes de Montréal. Par la suite, il suivra pendant deux ans des leçons particulières auprès d'un professeur privé. À partir de 1879, Henri fréquente l’Académie commerciale catholique de Montréal pendant deux ans et demi. Après avoir poursuivi sa formation auprès de deux précepteurs, de 1882 à 1885, il s'inscrit, cette année-là, à l'École polytechnique. Il n'y restera qu'un mois. En septembre 1886, il traverse la frontière et se rend aux États-Unis, à Worcester (Massachusetts), Holy Cross College, pour terminer son cours classique et perfectionner son anglais. Sa santé ne lui permet pas d'y rester plus d'un trimestre. Henri, rappelle Réal Bélanger, « ne sera donc ni professionnel ni prêtre. Déjà autodidacte, il n’a pas subi le conformisme souvent rapetissant des collèges classiques de son époque. Il a acquis le goût des lectures diversifiées, de la réflexion critique, de la discussion serrée. » Nous avons là les germes d'un esprit libre.
Sitôt ses études achevées, Henri se voit confier l'administration de biens familiaux dont la famille Bourassa a hérité. À partir de 1887, il s'installe à Montebello et veille à développer la seigneurie de la Petite-Nation, que la famille possède depuis le début du 19e siècle et qui a appartenu à Louis-Joseph Papineau. Il crée, entre 1887 et 1890, une ferme qu’il exploitera jusqu’en 1898. Il s'initie alors « aux problèmes de la paysannerie, de la colonisation et des institutions locales », est actif au sein de la paroisse Notre-Dame-de-Bon-Secours. Il y sera marguillier en 1893 et syndic en 1894.

### Débuts en politique municipale et canadienne

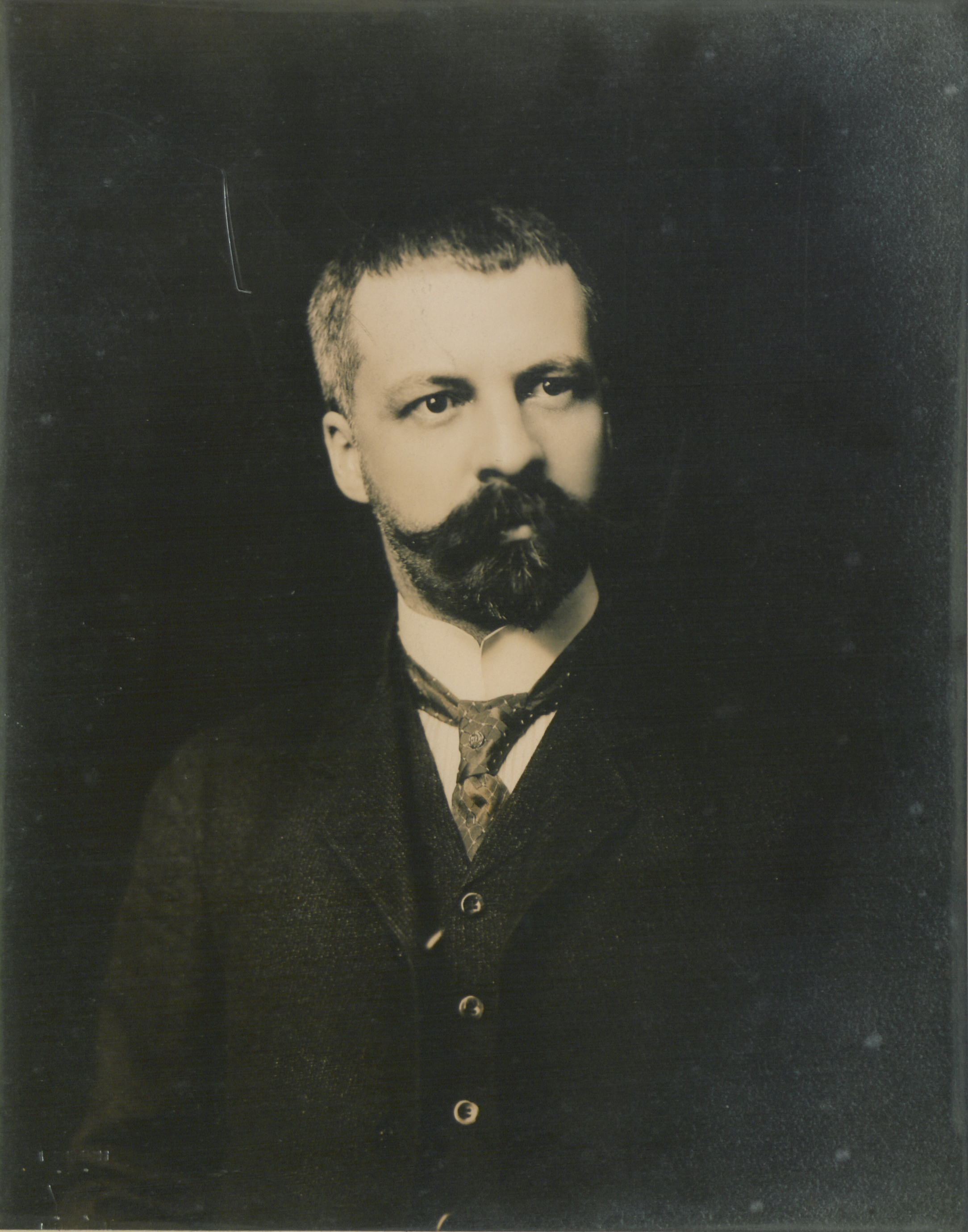
Henri Bourassa.

En 1885, Henri est présent lors de la célèbre assemblée du Champ-de-Mars à Montréal à la suite de l'exécution du chef métis Louis Riel. Il y entend les discours d'Honoré Mercier et de Wilfrid Laurier, lequel déclare que « la meilleure façon de réagir à cette injustice passe par le gouvernement fédéral et la constitution britannique et non pas par des appels aux passions canadiennes-françaises ». Il admire déjà celui qui, le 18 juin 1887, prendra la tête du Parti libéral canadien. Il met bientôt le cap sur la scène fédérale. Mais c'est sur la scène municipale qu'il fait son apprentissage de la politique. En janvier 1890, à 21 ans, il devient maire de Montebello, une fonction qu’il occupe jusqu’au 19 février 1894. Il sera également maire de Papineauville de 1896 à 1898.
En vue des élections générales de 1896, le parti de Laurier sollicite sa candidature. Il a bien des atouts : c'est un tribun, il est bilingue, cultivé, travaillant. « Même s’il s’affiche ultramontain, précise Bélanger, il s’affirme aussi franchement libéral, appartenant au libéralisme modéré propagé par Laurier depuis 1877. » Il acceptera de faire le saut en politique fédérale, mais à ses conditions. « Il n'accepte aucune aide financière du parti et paiera lui-même pour sa campagne électorale. De plus, il se réserve le droit de prendre librement ses décisions même si celles-ci contreviennent à la discipline du parti. » Le 23 juin 1896, il est élu dans la circonscription de Labelle. Il est, à 28 ans, le plus jeune député de la Chambre des communes du Canada.
Peu de temps après, Laurier lui confie la mission de négocier, avec Joseph-Israël Tarte, ministre des Travaux publics, une entente avec le gouvernement du Manitoba afin de régler la brûlante question des écoles de la minorité catholique. Un compromis est trouvé, le fameux règlement Laurier-Greenway, qui ne satisfait cependant pas les francophones de la province. Bourassa est dans une position délicate. Il ne peut trop se distancier de cet accord même si, aux Communes, il continue à défendre l'idée d'une garantie constitutionnelle des droits des minorités pour assister les écoles séparées. Le premier ministre Laurier invite Rome à faire enquête. Mgr Rafael Merry del Val est envoyé au Canada en mars 1897. « En décembre, l’encyclique Affari vos entérine avec nuances le compromis Laurier-Greenway. Bourassa estime alors que ses opinions ont été confirmées par Rome, mais les suites de ce dossier le désespéreront. »
En 1898, Laurier le nomme cosecrétaire, avec Joseph Pope, de la haute commission mixte anglo-américaine pour régler des conflits entre le Canada et les États-Unis, dont celui des frontières de l’Alaska. Celle-ci se réunit à Québec, du 24 août au 11 octobre 1898. Bourassa y développera une passion pour la politique internationale qu'il aura jusqu'à la fin.

### La guerre des Boers

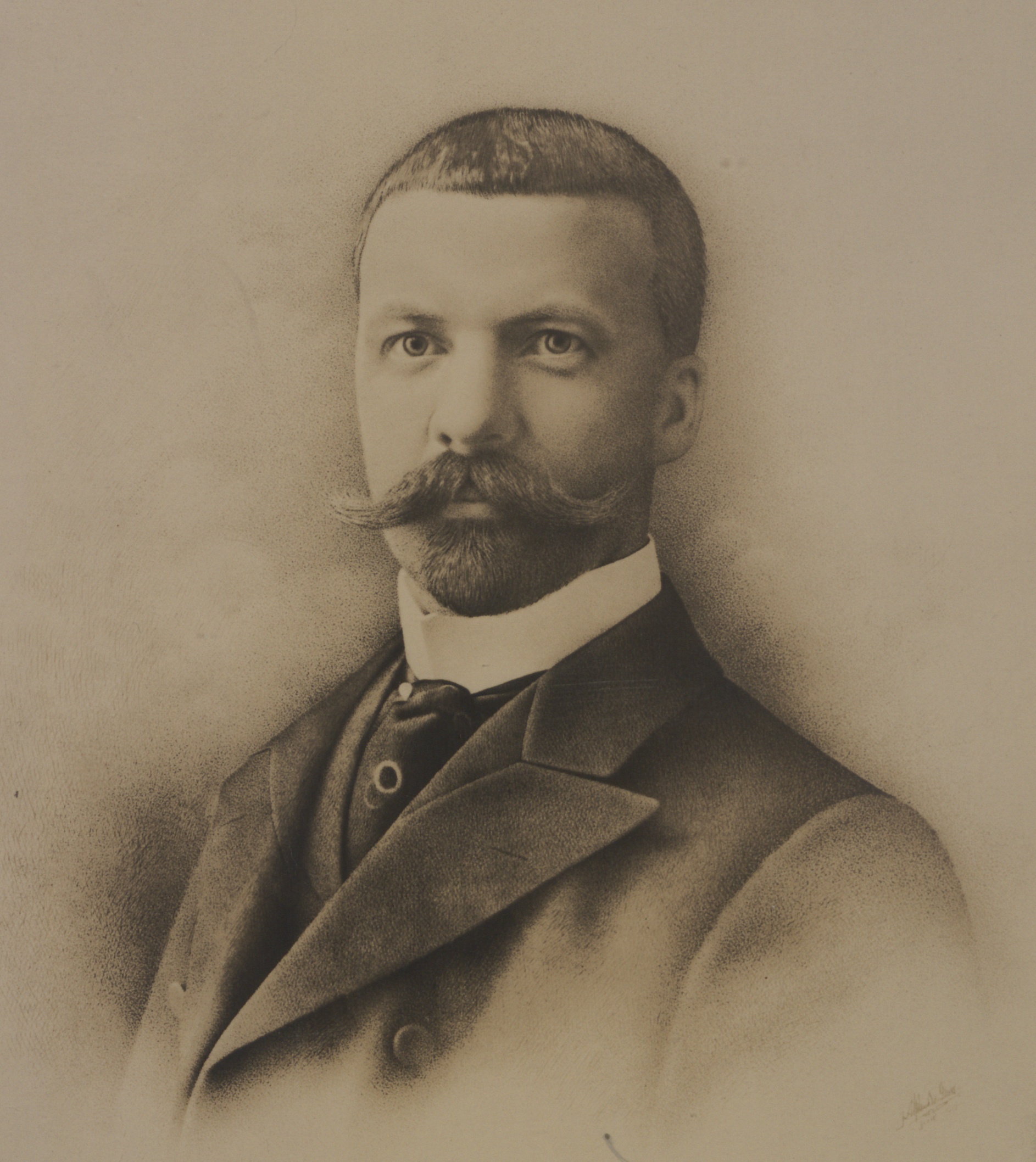
En 1910.

En 1899, le Royaume-Uni déclare la guerre aux deux républiques indépendantes de Boers en Afrique du Sud. Bourassa estime que le Canada doit rester neutre dans le conflit, que les querelles des Anglais ne sont pas celles des Canadiens. Le Québec est d'accord et appuie massivement Bourassa dans cette voie. Les provinces anglophones du pays estiment qu'il faut aider la mère-patrie. Laurier, coincé entre les deux positions, décide, le 13 octobre 1899, sans avoir consulté le Parlement, d’envoyer des volontaires canadiens en Afrique du Sud pour soutenir l'effort de guerre britannique. C'est la question du statut du Canada dans l’Empire britannique et de sa contribution aux guerres impériales qui est posée,.
Bourassa démissionne de son poste de député le 18 octobre pour marquer son opposition à la politique de Laurier. « L’envoi de troupes établit, selon lui, un précédent qui bafoue les relations politiques traditionnelles entre le Canada et l’Empire. Pire, en dérogeant à la constitution, le gouvernement a relégué la nation au rang d’une simple colonie dépendante de l’Angleterre. » C'est une première rupture entre les deux hommes. Quelques mois plus tard, il sera réélu par acclamation comme député indépendant dans une élection partielle tenue le 18 janvier 1900. Bourassa conservera son siège lors des élections générales du 7 novembre 1900. Le gouvernement Laurier mettra finalement sur pied un corps de 1 100 volontaires, qui sera envoyé en Afrique australe aux frais du gouvernement canadien. D'autres troupes s'y rendront par la suite. Pour Bourassa, son combat est un échec.
Bourassa sera à nouveau réélu dans Labelle en novembre 1904. Alors qu'il s'est réconcilié avec Laurier, ce dernier sollicite son appui lors de la création des provinces de l’Alberta et de la Saskatchewan. Le premier ministre canadien souhaite en effet préserver les écoles séparées de la minorité catholique. Il présente un projet de loi qui satisfait Bourassa et les nationalistes, mais sème la consternation dans les provinces anglaises. Placé dans une situation difficile, en raison notamment d'une fronde d'une partie de son gouvernement et de sa députation, Laurier ménage un compromis, La minorité franco-catholique est sacrifiée. Bourassa, furieux, tente de renverser la situation, sans succès. Il organise une assemblée publique à Montréal le 17 avril afin d'obtenir justice pour le groupe minoritaire. Mais rien n'y fait. Ce nouvel échec l'éloignera définitivement de Laurier et des libéraux. Il demeure toutefois député à la Chambre des communes jusqu’en octobre 1907, mais c'est la scène provinciale québécoise qui retient désormais son attention.

### Politique québécoise
Bourassa est devenu un homme politique de premier plan au Québec. Certains le voient même occuper un jour le poste de premier ministre. Il exerce une séduction irrésistible sur certains jeunes francophones qui entendent rompre avec la politique des vieux partis. On les retrouve notamment réunis dans la Ligue nationaliste canadienne fondée en 1903, autour d'Olivar Asselin, Armand La Vergne et Omer Héroux. La Ligue a une perspective nationaliste pancanadienne et elle se fait fort de lutter contre l'impérialisme britannique. Bourassa en est le porte-parole sans toutefois en être un membre actif. D’autres jeunes, dirigés par les abbés Lionel Groulx et Émile Chartier, respectivement de Valleyfield et de Saint-Hyacinthe, créent pour leur part, toujours en 1903, l’Association catholique de la jeunesse canadienne-française (A.C.J.C.), un mouvement qui recrute surtout auprès des élèves des collèges classiques. Pour l'historien Mason Wade, « l'A.C.J.C. fut le berceau du nationalisme canadien-français du vingtième siècle et le mélange de religion et de patriotisme qu'elle engendra fut porté dans tous les milieux de la vie canadienne-française par l'enseignement passionné que recevait la jeune élite qui passait par ses rangs. »
Ce qui préoccupe Bourassa sur la scène québécoise, ce sont avant tout « les problèmes économiques et sociaux que connaît alors la province de Québec, qui s’industrialise et s’urbanise, tandis que le gouvernement libéral de Lomer Gouin, plutôt affairiste, sombre à l’occasion dans la corruption. » Il s'en prend ainsi, à l’été de 1907, à la mauvaise administration de la colonisation et des ressources naturelles du gouvernement Gouin. Relevant un défi qui lui est lancé par le ministre libéral des Terres et des Forêts Adélard Turgeon, il se présente contre celui-ci à l'élection partielle du 4 novembre 1907 dans la circonscription de Bellechasse, mais est défait. Des conservateurs lui proposeront alors une alliance tacite pour les prochaines élections provinciales qui auront lieu en 1908. Lors de celles-ci, Bourassa est élu député à l'Assemblée législative du Québec, sous la bannière de la Ligue nationaliste canadienne, à la fois dans deux circonscriptions électorales, celle de Montréal no 2, dans laquelle il défait le premier ministre libéral Lomer Gouin, et celle de Saint-Hyacinthe. De concert avec le chef du Parti conservateur Joseph-Mathias Tellier, il attaque sans relâche Gouin lors de la session de 1909. Ses efforts porteront fruit. « Il amène le gouvernement à mieux contrôler la spéculation, à louer les chutes d’eau par bail emphytéotique plutôt que de les vendre, à créer une commission pour réglementer la concession des ressources hydrauliques, à imposer un embargo sur l’exportation du bois à pâte coupé sur les terres de la couronne afin de le transformer au Québec. » Il laisse la circonscription de Montréal no 2 le 11 mars 1909 et demeure député de celle de Saint-Hyacinthe jusqu'à l'élection générale de 1912, lors de laquelle il ne se représente pas. Il quitte alors pour de bon la scène provinciale. Entretemps, il a fondé à Montréal un quotidien promis à un bel avenir : Le Devoir.

#### IncidentSpeak White
Le 12 octobre 1889, lors d'un débat à la Chambre des communes du Canada, alors qu'il s'exprime en langue française, il est hué par des députés canadiens anglophones, au cri de : « Speak White ! », en français : « Parlez blanc ».

### La fondation du quotidienLe Devoir
Bourassa n'en était pas à sa première expérience en tant que propriétaire de journal. En 1892, il avait acquis L’Interprète (Montebello), hebdomadaire créé en 1886, voué aux intérêts du comté de Labelle et des Franco-Ontariens. Après qu'il eut cessé de paraître, il lança, le 11 avril 1895, Le Ralliement (Clarence Creek, Ontario) qu’il maintiendra jusqu’au 3 juin 1897.
Au début de 1897, Laurier le fait nommer directeur de La Patrie (Montréal), que Joseph-Israël Tarte vient de racheter. Le premier ministre fédéral souhaite transformer le quotidien libéral radical en feuille de presse plus modérée. L'expérience de Bourassa à La Patrie ne durera que huit jours. La vieille garde libérale n'aura pas pu accepter qu'un ultramontain occupe une fonction si stratégique.
Bourassa est aussi cofondateur du journal hebdomadaire Le Nationaliste en 1904, mais par la suite il collabora peu à ce journal. Ce journal fusionna avec Le Devoir en 1922.
Au cours des années 1900-1910, la première préoccupation de Bourassa est la création d’un journal quotidien, catholique et nationaliste, qui se ferait le porte-parole des idées qu'il défend—la loyauté aux idéaux britanniques et à la Grande-Bretagne, l'autonomie du Canada vis-à-vis de celle-ci, l'autonomie de chaque province vis-à-vis du gouvernement central, le soutien des droits des minorités à travers le Canada, l'usage du français et de l'anglais dans les services publics et en droit. Depuis les élections de 1908, il s'affaire intensivement à concrétiser ce projet de publication. « Pragmatique, il exige de ceux qui l’appuient financièrement, surtout des conservateurs, de lui céder le contrôle de 50 % plus une des actions de la compagnie avec pleine direction du journal et indépendance totale. » Le premier numéro du quotidien Le Devoir paraît le 10 janvier 1910. Le directeur réunit autour de lui une équipe talentueuse : Olivar Asselin, Omer Héroux, Armand La Vergne, Georges Pelletier et Jules Fournier, entre autres. Bourassa sera le directeur du journal jusqu'en 1932, bien qu’à partir de 1918 il en confiera souvent la gestion et la direction à Héroux et à Pelletier. Même si son tirage demeure limité (12 529 exemplaire en 1910; 13 504 exemplaire en 1930), Le Devoir, grâce au talent de Bourassa et de son équipe, devient un des journaux les plus influents du Québec. « Indéniablement, Le Devoir constitue l’accomplissement majeur de Bourassa qui devient l’intellectuel le plus important de la province. »
En 1918, Henri Bourassa publia dans Le Devoir son opinion sur le suffrage féminin. Contre l'égalité des genres, Henri Bourassa commenta: « En subordonnant, l'an dernier et l'année précédente, le droit de suffrage aux œuvres de guerre, le parlement a ouvert la porte à deux conséquences grosses de péril : la création d'une caste militaire privilégiée, [...], et l'introduction du féminisme sous sa forme la plus nocive ; la femme-électeur, qui engendrera bientôt la femme-cabaleur, la femme-télégraphe, la femme-souteneur d'élections, puis la femme-député, la femme-sénateur, la femme-avocat, enfin, pour tout dire en un mot : la femme-homme, le monstre hybride et répugnant qui tuera la femme-mère et la femme-femme ». Ses commentaires misogynes « traduisent bien les obstacles et les préjugés auxquels sont confrontées les suffragettes ».

### La marine canadienne

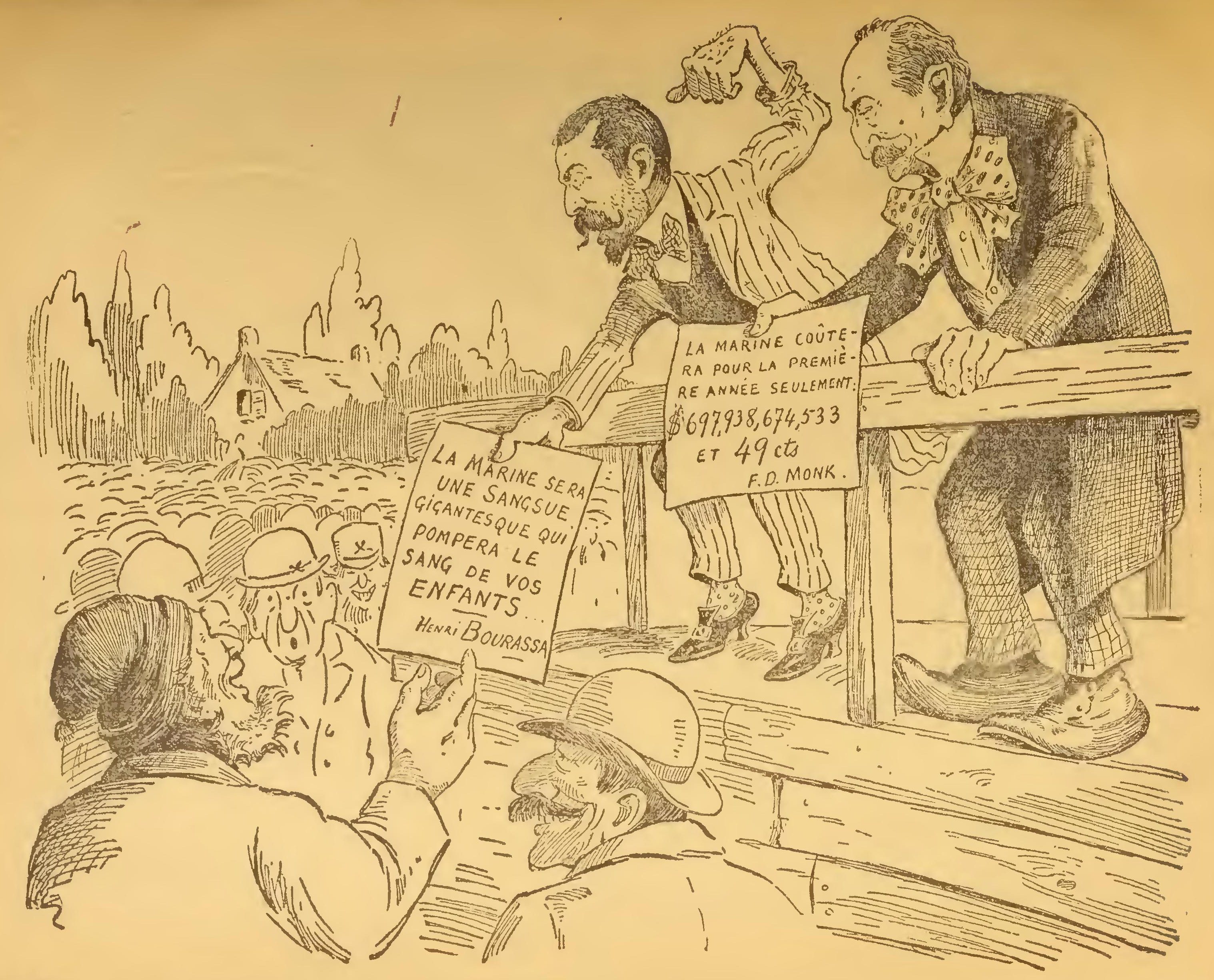
Caricature sur Bourassa en 1911.

Bourassa se retrouve bientôt plongé à nouveau au cœur de la politique fédérale alors qu'a lieu le débat sur la question navale. Après que des Canadiens anglais eurent proposé d'aider l'Angleterre en finançant la construction de trois cuirassées, Laurier, qui refuse cette idée, envisage plutôt la création d'une marine canadienne. Un projet de loi est déposé à cette fin à la Chambre des Communes le 12 janvier 1910. Dès sa création Le Devoir prend position contre celui-ci. Selon Bourassa, l'idée de Laurier, « qui coûtera beaucoup plus cher que prévu [...] mènera à la participation aux guerres de la Grande-Bretagne, au gouffre du militarisme et, pire, à la conscription». Une alliance finit par voir le jour entre le mouvement nationaliste de Bourassa et les conservateurs fédéraux du Québec de Frederick Debartzch Monk, qui sont opposés sur cette question tant à leur chef Robert Laird Borden qu’à Laurier. Cette coalition est connue sous le nom de Parti autonomiste ou alliance conservatrice-nationaliste.
Au cours de l'année 1911, Bourassa poursuit le combat aux côtés de Monk. Toutefois, une autre question litigieuse se présente au premier plan : la réciprocité commerciale avec les États-Unis. Bourassa la soutient tandis que les conservateurs de Monk s'y opposent. Mais l'entente entre les deux tient toujours. Laurier, las de l'opposition à la réciprocité, déclenche des élections pour le 21 septembre 1911. Bourassa se rapproche alors de Borden, qui l'appuie dans sa campagne au Québec. Bourassa et La Vergne, qui ne sont pas candidats, dirigent les attaques à la fois contre la politique navale de Laurier et contre celle de Borden. Les libéraux sont défaits et Borden devient premier ministre. Bourassa et Monk réussissent à faire élire 17 candidats au Québec. Le chef nationaliste a gagné... Mais il aura bien peu de temps pour savourer sa victoire.
Borden décide en effet, le 5 décembre 1912, d’octroyer 35 millions de dollars à l’Angleterre pour construire trois cuirassés. La majorité des députés conservateurs-nationalistes le soutiennent, désavouant ainsi le combat mené jusque-là en compagnie de Bourassa. C'est la rupture. Même si le projet de Borden est défait, en mai 1913, lors de son examen par le Sénat (en majorité libérale), Bourassa perd la face. « Il paye le prix pour ne pas avoir joué à fond les règles du système partisan et pour avoir laissé ses associés à eux-mêmes en ayant refusé de se présenter en 1911. »

### Le Congrès eucharistique de 1910
La participation de Bourassa au Congrès eucharistique de Montréal en 1910 est demeurée dans les annales. Le 10 septembre, à l’église Notre-Dame, il défend l'usage du français dans l'Église en Amérique, dans un discours qui est une réplique aux propos de l’archevêque de Westminster, Mgr Francis Alphonsus Bourne, lequel avait affirmé qu’au Canada, il faudrait allier la religion catholique à la langue anglaise. « Je ne veux pas par un nationalisme étroit dire ce qui serait le contraire de ma pensée, et ne dites pas, mes frères, ne dites pas, mes compatriotes, que l'Église catholique doit être française au Canada; non; mais dites avec moi que la meilleure sauvegarde de la conservation de la foi chez trois millions de catholiques d'Amérique, qui furent les premiers apôtres de la chrétienté en Amérique, que la meilleure garantie de cette foi est la conservation de l'idiome dans lequel, pendant trois cents ans, ils ont adoré le Christ. » Puis, il conclut : « que l'on se garde avec soin d'éteindre ce foyer intense de lumière, qui éclaire tout un continent depuis trois siècles [...] ». Selon certains témoins, la foule est remplie d'enthousiasme devant ces paroles et le légat vient serrer la main de Bourassa.

### La Première Guerre mondiale et la lutte contre la conscription

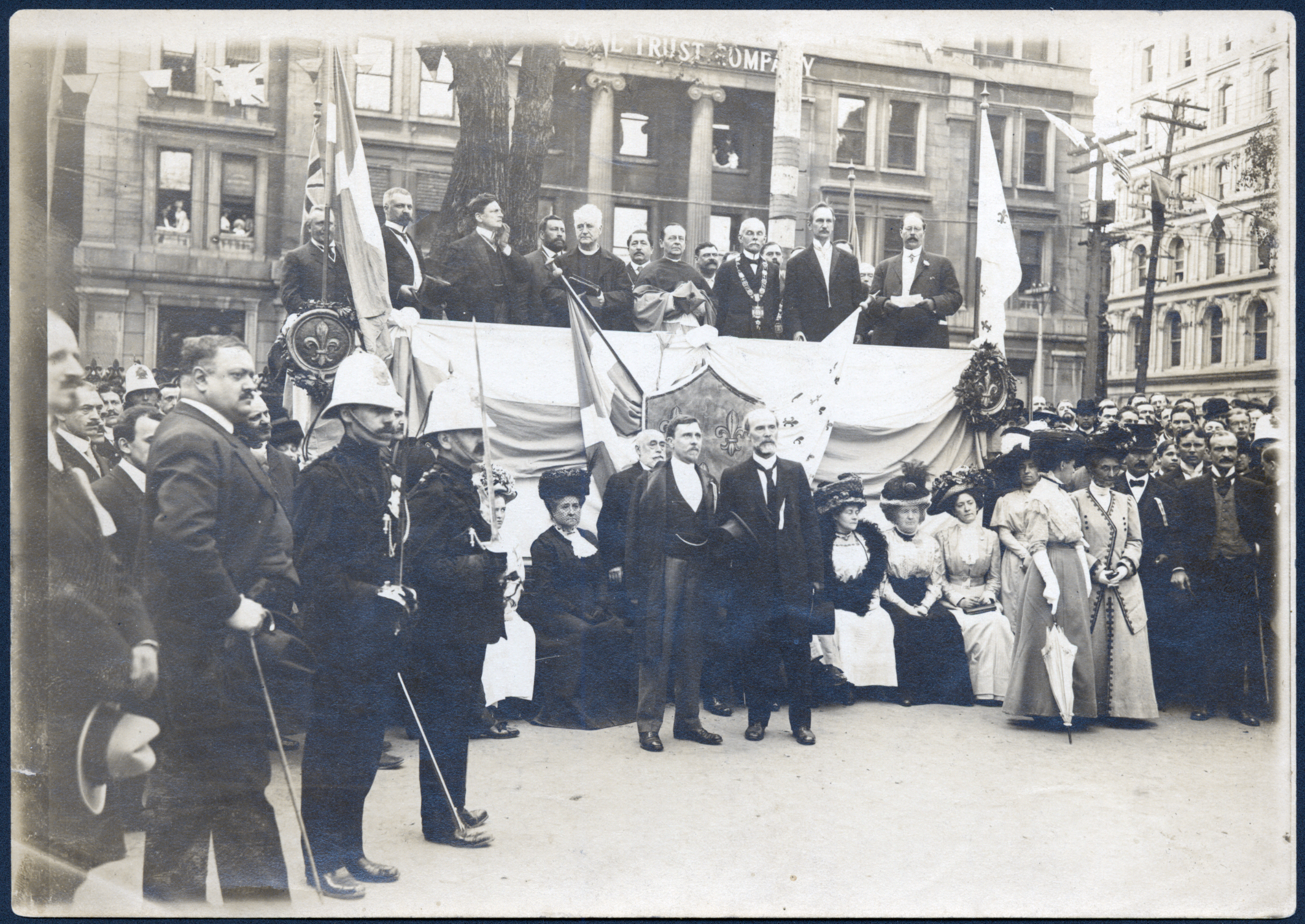
Défilé de la Saint-Jean-Baptiste.

En 1914, alors que le Canada entre en guerre de par son statut de colonie de l’Empire britannique, un certain unanimisme règne. Anglophones et francophones sont d'accord pour aider l'Angleterre et pour envoyer en Europe des soldats volontaires. Dans ce climat de ferveur, Bourassa, qui s'est opposé dans le passé aux guerres extérieures, dit accepter cet engagement du Canada « comme nation, dans la mesure de ses forces et par les moyens d’action qui lui sont propres ». Cependant, il reviendra bientôt à ses dénonciations antérieures. Dans Le Devoir, il livre le fond de sa pensée, « partage les responsabilités entre les belligérants, dévoile les ambitions pécuniaires cachées de l’Angleterre et son égoïsme, les excès de zèle du gouvernement canadien, les risques économiques de la participation, le trop grand nombre de volontaires sous les drapeaux ». Ses adversaires, tant au Québec qu'au Canada anglais, parlent de lui comme d'un traître. Même la hiérarchie catholique estime qu'il va trop loin. Alors que le conflit se prolonge, Bourassa se fait plus incisif. Certains réclament la fermeture du Devoir et l'arrestation de son directeur.
Mais les combats se prolongent et le recours aux seuls volontaires n'est bientôt plus suffisant. Lorsque Borden propose la conscription en mai 1917, des émeutes éclatent à Québec et des manifestations s'organisent à Montréal. C'est que les idées de Bourassa ont fait florès chez les francophones du Québec.« Le prestige de Bourassa est à son comble, même l’épiscopat s’affirme bourassiste. Responsable, il appelle à la résistance par les moyens constitutionnels et se range à la solution de Laurier : le référendum (qu’il nomme aussi plébiscite). Il refuse le gouvernement d’union créé à l’automne par Borden et se lie à Laurier pour le vaincre aux élections du 17 décembre. Ensemble, ils balaient la province de Québec en colère, mais ils sont écrasés au Canada anglais. »
En 1919, deux décès affectent profondément Bourassa : celui de sa femme, Joséphine, après une longue maladie; celui de Wilfrid Laurier. Il se plonge alors dans une longue demi-retraite.

### Discorde chez les nationalistes
À partir des années 1920, Bourassa, cette figure adulée, ce personnage central du nationalisme au Canada français, se verra contesté par une nouvelle génération de nationalistes qui accède au premier rang du combat des idées. La revue L’Action française (Montréal), dirigée par l’abbé Lionel Groulx, met de l'avant, en 1922, comme un idéal à atteindre, la perspective d’une Laurentie indépendante du Canada. Bourassa s'objecte à cette idée. Le 23 novembre 1923, s'appuyant sur l’encyclique Ubi arcano Dei (1922) de Pie Xl, il prononce un discours, qui sera publié plus tard sous forme de brochure (Patriotisme, Nationalisme, Impérialisme [...]), dans lequel il associe « subtilement ce rêve séparatiste au nationalisme outrancier, dont il réitère la menace, il proclame son attachement au patriotisme et au nationalisme chrétiens, les seuls ''vrai patriotisme'' et ''vrai nationalisme''. Puis, il analyse l’option séparatiste : ''Ce rêve est-il réalisable ? Je ne le pense pas. Est-il désirable ? Je ne le crois pas davantage, ni au point de vue français, ni, encore moins, au point de vue catholique, qui prime à mes yeux l’intérêt français.'' Il conclut : ''La conservation de la foi [...] import[e] plus que la conservation de n’importe quelle langue, que le triomphe de toute cause humaine.'' » C'est la consternation chez les nationalistes de l'Action française. Le fossé entre les deux camps ne cessera pas de croître.
Lors de la crise sentinelliste, Bourassa pousse les choses encore plus loin. Mgr William Hickey, évêque irlandais de Providence (Rhode Island), veut recueillir des fonds auprès des catholiques de son diocèse afin de construire des écoles secondaires catholiques anglophones. Les Franco-Américains, menés par leur journal La Sentinelle (Woonsocket), s'y opposent totalement. Le pape Pie Xl soutient en 1928 la position de Mgr Hickey, condamne le journal et excommunie les rebelles, ces derniers décident cependant de poursuivre la lutte. L’affaire crée des remous au sein des nationalistes et du clergé québécois. En 1929, Bourassa décide d'intervenir dans le débat. Il publie cinq articles très critiques du combat sentinelliste. Il prône entre autres « la soumission en expliquant qu’il faut préserver l’autorité essentielle de l’Église et éviter la subordination du catholicisme au nationalisme ». Les nationalistes de la Ligue d’action canadienne-française sont abasourdis et ne se reconnaissent plus en lui. Ils refusent la séparation du nationalisme et du catholicisme que met de l'avant Bourassa. Dans une lettre à Armand Lavergne datée du 7 décembre 1933, Groulx, désabusé, tient, sur l'ancienne idole, ces propos d'une grande dureté: « Quelle tristesse que certaines fins de vie ! [...] Serait-ce cette fois pure évolution intellectuelle ? N’y aurait-il pas aussi évolution cérébrale ? [...] Pour me résumer : [...] personne ici ne pense plus à lui. Et c’est bien là, en la destinée de cet homme, le côté tragique, qu’encore vivant, il soit traité comme mort. » Ce conflit entre nationalistes « canadiens-français » (Groulx) « canadiens » (Bourassa) est assurément un des éléments expliquant le départ de Bourassa du Devoir. Heurtés par ses prises de position, un nombre significatifs d'abonnés désertent le navire. « La crise économique amplifiant les difficultés financières, le journal se retrouve au bord du gouffre. D’immenses tensions assaillent la direction du quotidien et son conseil d’administration. Conscient de toutes ces réalités, Bourassa échappe le mot ''démission'' au printemps de 1932. Les administrateurs le prennent au mot en mai. La démission de Bourassa devient effective le 2 août suivant. »
Bourassa continuera à soulever l'ire des nationalistes rassemblés autour de Groulx. En avril et mai 1935, il donne trois conférences sur le nationalisme, dans lesquelles il se dit « en désaccord avec le néo-nationalisme inauguré par L’Action Française de Montréal, prolongé et accentué par Jeune-Canada ». Il met en évidence, chez les séparatistes, une « déviation du sens national et du sens religieux » et les présente comme des « fomenteurs de haines de race ». Le nationalisme religieux est pour lui « l’antithèse du catholicisme ». Comme il l'a fait dans le passé, il dénonce l’antisémitisme présent dans les milieux nationalistes. Groulx, furieux, lui répond par la bouche de ses canons dans L'Action nationale de mai 1935. La rupture est totale entre ces deux figures centrales du nationalisme au Québec. Quelques années s'écouleront avant qu'un rapprochement n'intervienne.

### Retour en politique fédérale
En 1925, las du journalisme, Bourassa retourne à la vie politique et est élu, le 29 octobre, député fédéral indépendant de la circonscription de Labelle. Il y sera réélu aux élections générales du 14 septembre 1926. Au cours de son mandat, il aborde les choses avec une certaine hauteur de vues. « S’assignant progressivement le rôle de conscience de la Chambre, il méprise le favoritisme pour se concentrer sur la grande politique, nationale comme internationale. Jusqu’en 1930, il discute, entre autres, du programme des pensions de vieillesse, auquel il s’oppose, des budgets du gouvernement, de la cause du français et du bilinguisme au pays, des ressources naturelles de l’Ouest, de la loi sur le divorce. Il aborde également des sujets comme la paix mondiale et les relations du Canada avec l’Empire britannique. »
Aux élections générales du 28 juillet 1930, il est élu sans opposition, à nouveau dans le comté de Labelle, alors que les conservateurs de Richard Bedford Bennett prennent le pouvoir. En octobre 1935, il sollicite un nouveau mandat de député. Il est défait par Maurice Lalonde, un jeune avocat libéral. Cette défaite met un terme définitif à sa carrière parlementaire.

### Retraite de la politique et du journalisme
Bourassa commence une longue retraite. Il effectue deux voyages en Europe (1936 et 1938), au cours desquels il rencontre Mussolini et le pape Pie XI. Jusqu’en 1938, il continue à donner des conférences. Puis, durant près de trois ans, il s'abstient de toute intervention publique. « De plus en plus religieux, Bourassa vit sereinement sa solitude. » Puis, en mai 1941, on entend à nouveau résonner sa voix. Il prononce une conférence à Montréal pour soutenir une œuvre religieuse.

### La lutte contre la conscription

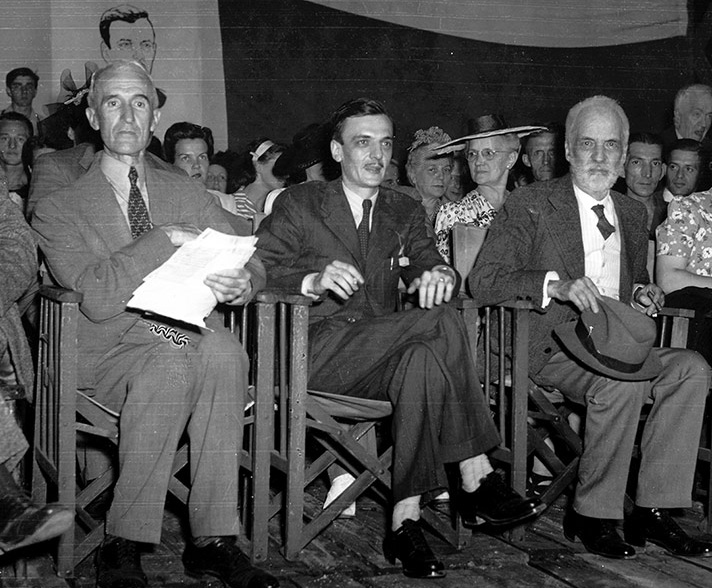
En 1944, en compagnie de Maxime Raymond et André Laurendeau.

Entre 1941 et 1944, Bourassa sort de sa retraite pour appuyer le Bloc populaire et s'opposer à la conscription au Canada. Il renoue donc avec ses combats d'antan. « S’il décrie l’Axe, dominé par l’Allemagne nazie, il témoigne de la sympathie pour la France du maréchal Philippe Pétain et pour l’Italie chrétienne. Il désire franchement que le Canada se retire de cette guerre qui devrait se terminer par un règlement négocié. Avant tout, il réclame l’établissement d’un ordre social chrétien. »
Dès la fin de 1941, il se rapproche des nationalistes canadiens-français, qui s'opposent comme lui à l'impérialisme et à l'éventualité de la mise en place de la conscription. Même s'il ne fait pas partie de la Ligue pour la Défense du Canada et du Bloc populaire, il n'hésitera pas à les soutenir. Opposé au plébiscite du 27 avril 1942 visant à relever le gouvernement King de sa promesse de ne pas imposer la conscription, Bourassa participe à plusieurs des assemblées politiques et électorales de ces deux organismes jusqu’en 1944.
Le lien est en quelque sorte rétabli entre les générations de nationalistes québécois, alors qu'il prononce, à l’auditorium Le Plateau à Montréal, du 13 octobre 1943 au 15 mars 1944, à la suggestion de jeunes nationalistes proches de Groulx comme Jean Drapeau et André Laurendeau, un cycle de dix conférences, dans lesquelles il livre ses « Mémoires ». L'événement attire une belle foule et est préservé, grâce à des disques, pour la postérité.

### Dernières années et mort

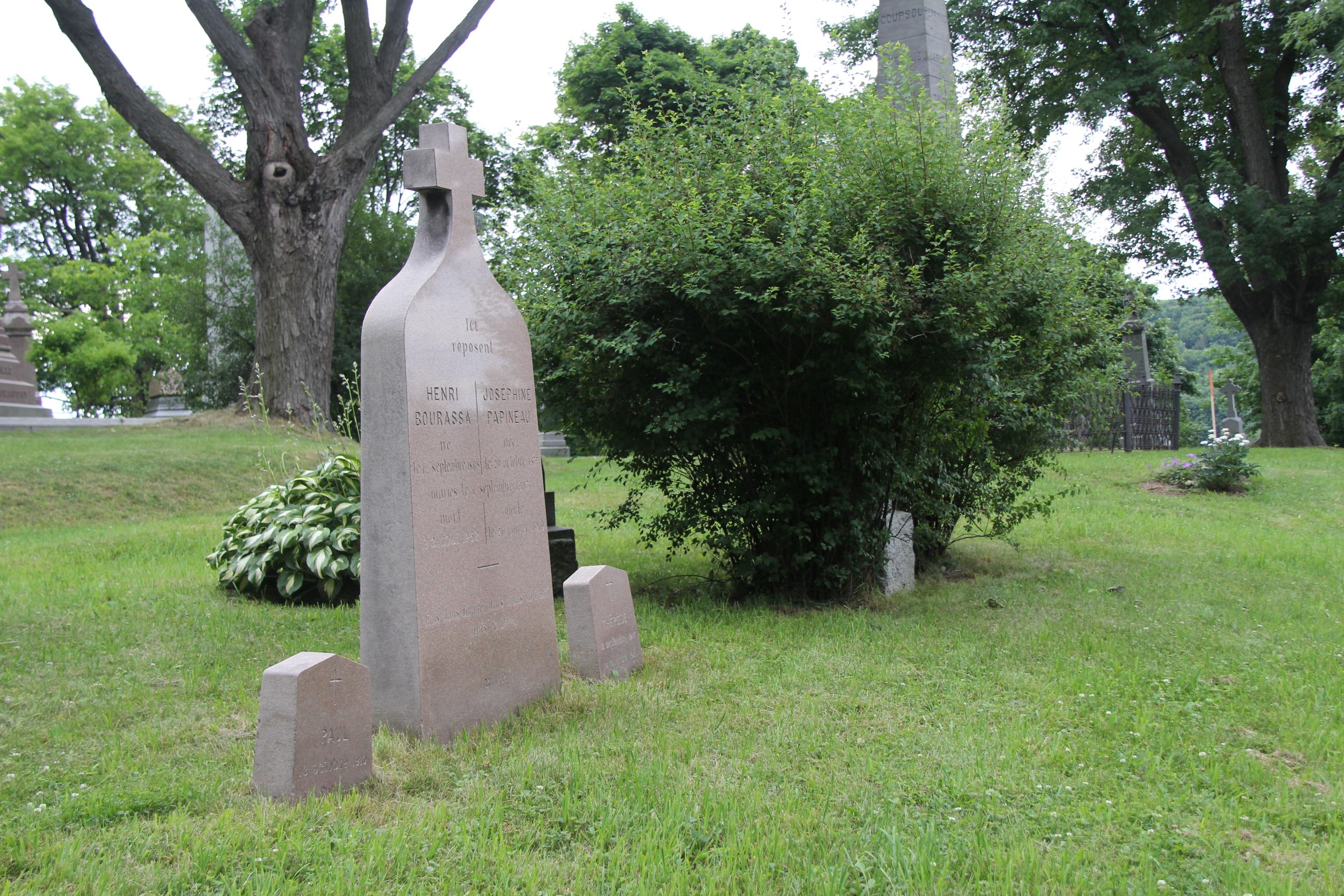
Pierre tombale au Cimetière Notre-Dame-des-Neiges.

À l’automne de 1944, Bourassa est victime d'une thrombose coronaire. Jusqu'à la fin, sa santé demeurera fragile. Le catholique fervent qu'il est « se prépare à la mort selon un rituel quotidien et digne d’un religieux : lecture de la messe du jour, du propre du bréviaire, de la vie des saints, de L’Imitation de Jésus-Christ, récitation du rosaire, chemin de croix, prière en famille ». Il meurt le 31 août 1952 à Montréal à l'âge de 83 ans, la veille du jour de ses 84 ans. Il est enterré au cimetière Notre-Dame-des-Neiges.

### Vie privée
Le 4 septembre 1905, il avait épousé sa cousine Joséphine Papineau (1877-1919), fille de Godfroy Papineau, notaire, et de Marie-Alexina Beaudry. Le couple aura huit enfants.

## Œuvres
Henri Bourassa est l'auteur d'un grand nombre d'articles parus dans les journaux de son temps. Il a également publié, généralement sous forme de brochures et souvent en français et en anglais, des conférences, des discours et des recueils d'articles. Un index de ses écrits et de sa correspondance publique (1895-1924) est disponible depuis 1966.
(Liste incomplète)
- Le projet de Loi Navale. Sa nature ses conséquences. (Discours prononce au Monument National le 20 janvier 1910)[13].
- Pour la justice. La législation scolaire au Nord Ouest. Les discours de MM. Monk et Pelletier. Quelques objections. L'esprit de la Confédération[14].
- L'Emprunt de la Victoire la surenchère du bluff[15],[16].
- Que Devons-Nous À L'Angleterre? La Défense Nationale. La Révolution Impérialiste. Le Tribut À L'Empire[17].
- L'intervention américaine ses motifs son objet ses conséquences[18].
- Le pape arbitre de la paix (1918)[19]
- La Langue Gardienne de la Foi[20].
- La Propriété, Ses Bornes, Ses Abus. (Conférence à La Semaine Sociale De Sherbrooke, Le 11 août 1924)[21]

## Hommages
De nombreux hommages ont été faits à Henri-Bourassa durant et après sa vie.
- La station Henri-Bourassa du réseau du métro de Montréal.
- la circonscription électorale fédérale de Bourassa
- la circonscription électorale provinciale de Bourassa-Sauvé

### Toponymie
De nombreux lieux ont été nommés en son honneur au Québec dont : 
- 1 avenue Henri-Bourassa
- 3 boulevards dont à Montréal et à Québec
- 2 parcs Henri-Bourassa
- 11 rues Henri-Bourassa
- 5 rues Bourassa en son honneur

### Archives
Un fonds d'archives de la famille Bourassa est conservé au centre d’archives de Montréal de la Bibliothèque et Archives nationales du Québec. Il existe aussi un fonds d'archives Henri Bourassa conservé à Bibliothèque et Archives Canada sous la cote R8069.

### Ouvrages et thèses
- Samuel Leduc-Frenette, Les pèlerinages du Devoir en Acadie (1924 et 1927): un voyage intéressé et curieux pour les Canadiens français, mémoire de maîtrise (histoire), Université Concordia, 2016, 78 p. (en ligne)
- Réal Bélanger, Henri Bourassa. Le fascinant destin d'un homme libre. (1868-1914), Québec, Presses de l'Université Laval, 2013, 570 p.[24]
- Mario Cardinal, Pourquoi j'ai fondé Le Devoir. Henri Bourassa et son temps, Libre Expression, Montréal, 2010, 396 p.[25]  (ISBN 978-2-7648-0480-3)
- Pierre Anctil, Fais ce que dois. 60 éditoriaux pour comprendre Le Devoir sous Henri Bourassa (1910-1932), Québec, Éditions du Septentrion, 2010, 383 p.[26]  (ISBN 978-2-89448-617-7)
- Yvan Lamonde, Histoire sociale des idées au Québec: 1896-1929, Montréal, Éditions Fides, 2000, 895 p.[27]
- Yvan Lamonde, Histoire sociale des idées au Québec, vol. II (1896-1929), Montréal, Éditions Fides, 2004, 328 p.
- Robert Comeau et Luc Desrochers (dir.), Le Devoir. Un journal indépendant (1910-1995), Sainte-Foy, Presses de l'Université du Québec, 1996, 368 p.[28]
- Robert Lahaise (dir.), Le Devoir. Reflet du Québec au 20e siècle, Montréal, Hurtubise, 1994, 504 p.[29]
- Pierre Anctil, Le Devoir, les Juifs et l'immigration. De Bourassa à Laurendeau, Québec, Institut québécois de recherche sur la culture, 1988, 172 p.[30]
- David Rome, The Jewish Biography of Henri Bourassa, Montréal, National Archives, Canadian Jewish Congress, 1988, 2 volumes[31]. Document numérisé[32].
- François-Albert Angers et Aurélien Boisvert, L’égarement du «Devoir», Montréal, Éditions du Franc-Canada, 1986, 105 p.[33]
- Auldham Roy Petrie, Henri Bourassa, Montréal, Lidec, 1981, 63 p. [traduit de l'anglais par Bernard-Pierre Paquet.][34]
- Auldham Roy Petrie, Henri Bourassa, Don Mills, Ont., Fitzhenry & Whiteside, cop., 1980, 63 p.
- Joseph Levitt, Henri Bourassa, critique catholique, Ottawa, Société historique du Canada, 1977, 24 p.[35] Document numérisé[36].
- Joseph Levitt, Henri Bourassa, Catholic Critic, Ottawa, [Canadian Historical Association], 1976, 24 p.[37]
- Joseph Levitt (ed.), Henri Bourassa on Imperialism and Biculturalism, 1900-1918, Toronto, Copp. Clark Pub Co., 1970, 183 p.[38]
- Joseph Levitt, Henri Bourassa and the Golden Calf. The Social Program of the Nationalists of Quebec, 1900-1914, Ottawa, Éditions de l'Université d'Ottawa, 1969, 178 p.[39]
- Casey Murrow, Henri Bourassa and French-Canadian Nationalism. Opposition to Empire, Montréal, Harvest House, 1968, 143 p.[40]
- André Bergevin, Cameron Nish, Anne Bourassa, Henri Bourassa. Biographie, index des écrits, index de la correspondance publique, 1895-1924, Montréal, Éditions de l'Action nationale, 1966, 150 p. (en ligne)
- Martin Patrick O'Connell, Henri Bourassa and Canadian Nationalism, thèse de doctorat (philosophie), University of Toronto, 1954, 304 p.[41] (en ligne)
- Robert Rumilly, Henri Bourassa. La vie publique d'un grand Canadien, Montréal, Éditions Chantecler, 1953, 792 p.[42]
- Hommage à Henri Bourassa. Reproduit du numéro souvenir paru dans Le Devoir du 25 octobre 1952, Montréal, Le Devoir, 1952, 216 p.[43]

### Articles et chapitres
- (fr) Lucien Bouchard: Henri Bourassa, en Bâtisseurs d'Amérique: Des canadiens français qui ont faite de l'histoire. Dir. André Pratte, Jonathan Kay. La Presse, Montréal 2016[44]
- (en) Legacy. How french Canadians shaped North America. McClelland & Stewart, Toronto 2016; réimpr. 2019  (ISBN 0771072392)[45]
- Geoff Keelan, « Catholic Neutrality: The Peace of Henri Bourassa », Journal of the Canadian Historical Association / Revue de la Société historique du Canada, volume 22, numéro 1, 2011, p. 99-132[46]
- Réal Bélanger, « BOURASSA, HENRI », dans Dictionnaire biographique du Canada, vol. 18, Université Laval/University of Toronto, 2009.
- Rolando Gomes, « Henri Bourassa et l’impérialisme britannique (1899-1918) », dans Bulletin d’histoire politique, volume 16, numéro 3, printemps 2008, p. 161-182.
- Joseph Levitt, « Henri Bourassa », dans L'Encyclopédie canadienne, 2008.
- Béatrice Richard, « Henri Bourassa et la conscription : traitre ou sauveur ? », dans Revue militaire canadienne/Canadian Military Journal, volume 7, numéro 4 (hiver), 2006-2007, p. 75-83.
- Gilles Gallichan, « La carrière parlementaire d'Henri Bourassa à Québec », dans Revue parlementaire canadienne, automne 1996.
- « Bourassa, Henri », dans Dictionnaire des auteurs de langue française en Amérique du Nord, 1989.
- René Durocher, « Henri Bourassa, les évêques et la guerre de 1914-1918 », Historical Papers / Communications historiques, vol. 6, no 1, 1971, p. 248-275.
- Susan Mann Robertson, « Variations on a Nationalist Theme: Henri Bourassa and Abbé Groulx in the 1920’s », Historical Papers / Communications historiques, vol. 5, no 1, 1970, p. 109-119.
- Joseph Levitt, « La perspective nationaliste d'Henri Bourassa, 1896-1914 », Revue d'histoire de l'Amérique française, vol. 22, no 4, 1969, p. 567-582.
- Richard Jones, « La perspective nationaliste d'Henri Bourassa, 1896-1914 : commentaire », Revue d'histoire de l'Amérique française, vol. 22, no 4, 1969, p. 582-586.
- Pierre-R. Desrosiers, «Le Castor rouge. La genèse et le développement de la pensée politique et sociale d'Henri Bourassa», dans Parti pris, volume 4, numéros 9-12 (mai-août), 1967, p. 146-164.
- James I. W. Corcoran, « Henri Bourassa et la guerre sud-africaine (suite et fin) », Revue d'histoire de l'Amérique française, vol. 19, no 3, 1965, p. 414-442.
- James I. W. Corcoran, « Henri Bourassa et la guerre sud-africaine (suite) », Revue d'histoire de l'Amérique française, vol. 19, no 2, 1965, p. 229-237
- James I. W. Corcoran, « Henri Bourassa et la guerre sud-africaine (suite) », Revue d'histoire de l'Amérique française, vol. 19, no 1, 1965, p. 84-105.
- James I. W. Corcoran, « Henri Bourassa et la guerre sud-africaine », Revue d'histoire de l'Amérique française, vol. 18, no 3, 1964, p. 343-356.
- « Un document historique: toute la pensée de Bourassa sur le séparatisme », dans L'Action nationale, volume 53, numéro 9, mai 1964. [dossier sur Henri Bourassa]
- André Laurendeau (dir.), «Henri Bourassa», dans L'Action nationale, volume 43, numéro 1, janvier 1954. [numéro complet sur Henri Bourassa]
- Marine Leland, « Quelques observations sur le nationalisme de Henri Bourassa », Report of the Annual Meeting of the Canadian Historical Association / Rapports annuels de la Société historique du Canada, vol. 30, no 1, 1951, p. 60-63.
- « Henri Bourassa », dans Biographies canadiennes-françaises. 3e édition, Ottawa, 1923, p. 140.
- « Henri Bourassa », dans Biographies canadiennes-françaises. 2e édition, Ottawa, 1922, p. 227.
- « Henri Bourassa », dans Biographies canadiennes-françaises. 6e année, publ. par Raphael Ouimet, Montréal, 1926, p. 253[47].

### Autres
- « Avant le combat, Henri Bourassa », Résonances, Savoir média (en ligne)
- Christian Blais et al., Le Devoir, témoin de la vie politique québécoise. Une exposition sur les 100 ans du Devoir à découvrir à la Bibliothèque de l'Assemblée nationale, du 17 février au 1er octobre 2010, Québec, Bibliothèque de l'Assemblée nationale, 2010, 36 p. (en ligne: assnat.qc.ca, ledevoir.com)
- « La conscription, Henri Bourassa », Résonances, Savoir média (en ligne)
- Paul Racine, Henri Bourassa à Notre-Dame, Montréal, Éditions de l'Entr'aide, 1941?, 52 p.[48]
- « Le péril de l'immigration, Henri Bourassa », Résonances, Savoir média (en ligne)
- Pierre Colmet, M. Bourassa et la Judéo-Maçonnerie, Paris, Revue internationale des Sociétés secrètes, 1924, p. 909-915[49].
- E. Roux, M. Henri Bourassa au service de l'Allemagne, Montréal, Imprimerie Perrault, 1917?, 58 p. (en ligne)
- Joseph-Arthur D'Amours, Où allons-nous? Le nationalisme canadien. Lettres de «Un Patriote» publiées dans le journal La Presse, augmentées d'une introduction, d'additions et d'appendices documentaires, Montréal, Société d'éditions patriotiques, 1916, 73 p. (en ligne)
- Canadian Nationalism and the War, Montréal, [s.n.], 1916, 31 p. (en ligne)
- Alfred George Gardiner, Henri Bourassa and the Future of Canada, Montréal, Le Devoir Printing, 1914, 7 p.[50]
- Le personnage d'Henri Bourassa joué par Christian Martel apparaît dans le 15ème épisode de la saison 13 des Enquêtes de Murdoch : le procès de Thérence Meyer[51].